# バジル・ユーグスター
サー・バジル・オスカー・ユーグスター（英語: Sir Basil Oscar Eugster, KCB, KCVO, CBE, DSO, MC&Bar 1914年8月15日 - 1984年4月5日）は、イギリスの軍人。最終階級は陸軍大将。

## 略歴
スイス系を祖先に持つ。ビューモント・カレッジを卒業後、1935年に近衛アイルランド連隊（en:Irish Guards）に入隊。1936年に当時英国の委任統治下にあったパレスチナで起きたアラブ反乱の鎮圧に従軍。また第二次世界大戦の期間を通してアイルランド連隊に所属し、1940年にはナルヴィクの戦いに参加。戦後は同連隊の第1、第3大隊の指揮官を務めた。
以降、キプロス駐留の第3歩兵旅団旅団長（1959年から1962年）、ドイツ駐留の第4歩兵師団師団長（1963年から1965年）、ロンドン管区司令官（1965年から1968年）、在香港イギリス軍司令官（1968年から1970年）、南方司令部司令官（1971年から1972年）を歴任し、最終的にグレートブリテン島の全陸軍部隊を管轄する連合王国地上部隊最高司令官（1972年から1974年）に就任した。1974年に退役。
1969年6月17日、近衛アイルランド連隊の名誉連隊長に任じられた。ユーグスターの死後はルクセンブルク大公ジャン殿下が同職を引き継いだ。
1984年に死去。

## 受勲
出典 Photos and medal citations
- バス勲章
  - ナイト・コマンダー章
- ロイヤル・ヴィクトリア勲章
  - ナイト・コマンダー章
- 大英帝国勲章
  - コマンダー章
- 殊功勲章
- 軍事十字章（英語版） 2度受章
- オーストリア共和国功績勲章（英語版）（ オーストリア）[4]
  -  星付黄金章 - 1966年受章